# Pseudocercospora theae
Pseudocercospora theae är en svampart som först beskrevs av Fridiano Cavara, och fick sitt nu gällande namn av Deighton 1987. Pseudocercospora theae ingår i släktet Pseudocercospora och familjen Mycosphaerellaceae.   Inga underarter finns listade i Catalogue of Life.